# فصل همایش
فصل همایش (به انگلیسی: Bee Season) فیلمی در ژانر درام به کارگردانی اسکات مک گی و دیوید سیگل محصول سال ۲۰۰۵ است. در این فیلم بازیگرانی مثل ریچارد گیر و ژولیت بینوش به ایفای نقش پرداخته‌اند.